# 강창희 (일제 강점기 관리)
강창희(姜昌熙, 1894년 12월 6일 ~ 1976년)는 일제강점기부터 활동한 대한민국의 기업가이다.

## 생애
한성부에서 대한제국 무관의 아들로 태어났다. 선린상업학교를 졸업하고, 조선운수주식회사 전무취체역을 거쳐 조선운송주식회사의 취체역을 맡는 등 운수업 부문에서 종사했다. 조선총독부 운수국 운수위원과 조선철도협회 평의원 등을 지냈다.
서울 지역 유지로 대우받으며 경성부회 의원을 역임했고, 그 밖의 직책도 다수 맡았다. 계동공립보통학교 학무위원, 서부교화구 상임위원, 경성국방의회 평의원, 경성부 수도조사위원, 경성부 재원조사위원 등이다. 태평양 전쟁 중에는 학병으로 참전할 것을 독려한 사실이 있다.
태평양 전쟁이 끝나고 미군정이 실시되면서 대한독립촉성국민회에서 요직을 맡아 우익 운동에 참여했다. 독촉국민회 서울시 지부장과 서울시동연합회 회장, 한민족대표외교후원회 서대문구지부 위원장, 서대문구동회연합회 회장 등으로 활동했다.
1950년을 기준으로 독촉국민회에서는 중앙상임위원, 서대문구 지부위원장, 청년단 서대문구단장을 겸직 중이었으며, 그밖에 한국민족대표자대회 대의원, 비상국민회의 대의원, 총선거대책 상임위원, 총선거대책 서대문구지부 위원장도 맡고 있었다. 이후1976년에 사망하였다.
2008년 민족문제연구소가 친일인명사전 편찬을 위해 공개한 친일인명사전 수록예정자 명단 중 경제 부문과 지역유력자 부문에 포함되었다.

## 같이 보기
- 대한독립촉성국민회

## 참고 자료
- 강창희(姜昌熙) - 국사편찬위원회